# 김미정 (1971년생 유도 선수)
김미정(金美廷, 1971년 3월 29일 ~ )은 대한민국의 유도 선수로 라이트헤비급에서 활약하였다.
경상남도 마산시 부림동 (창원시 마산합포구 오동동)에서 태어나 고등학교 때 포환던지기를 하다가 17세에 유도로 전향했다. 1988년 대한민국 유도 국가대표로 발탁되었다. 이듬해 베이징에서 열린 아시안 게임에서 동메달을 따고 1991년 세계 선수권 대회에서 첫 세계 챔피언이 되었다.
1992년 바르셀로나 올림픽에서 그녀는 결승전에서 일본의 다나베 요코를 꺾고 올림픽 금메달을 획득하였다. 이후 1994년 아시안 게임에서 우승한 후에 은퇴하였으며 1994년 12월에는 남자 유도 선수인 김병주와 결혼했다. 그후에 용인대학교를 교수와 유도 코치로 일했다.